# دفتر تجاری ایران در تل‌آویو
دفتر تجاری ایران در تل‌آویو یا میسیون ایران در تل‌آویو، نام دفاکتوی نمایندگی سیاسی و کنسولی ایران در اسرائیل بود که تا پیش از انقلاب ۱۳۵۷ در جهت تحکیم روابط اسرائیل و ایران فعالیت می‌کرد. این دفتر توسط دیپلمات‌های ایرانی مستقر در اسرائیل اداره می‌شد.
ایران در سال ۱۹۵۰ میلادی، اسرائیل را به رسمیت شناخت و در سال ۱۹۵۸ دفتر نمایندگی تجاری در تل‌آویو تأسیس کرد. اگرچه این دفتر به طور رسمی یک سفارت نبود، اما به عنوان یک دفتر نمایندگی سیاسی و کنسولی برای حدود ۴۵۰۰ نفر از اتباع ایران که در اسرائیل زندگی می‌کردند عمل می‌کرد. این دفتر در آدرس «۱۱ خیابان آبا هلیل سیلور، رمت گن» واقع شده بود.
این دفتر تا زمان قطع روابط دیپلماتیک بین ایران و اسرائیل در بهمن ۱۳۵۷ فعالیت می‌کرد. پس از یورش گروه‌های چریکی انقلابی به نمایندگی سیاسی اسرائیل در تهران، تمامی روابط دیپلماتیک و تجاری بین ایران و اسرائیل قطع شد.